# إليفاتور أكشن
إليفاتور أكشن لعبة آركيد يابانية أنتجت بواسطة شركة تايتو في العصر الذهبي لألعاب الفيديو عام 1983 كما انها تعمل على نظام نينتندو إنترتينمنت سيستم نينتندو إنترتينمنت سيستم وهي عبارة عن شاب يسطو على عمارة ويسرق النقود من بعض الشقق وتطارده طلقات رجال الشرطة واخيرا ينزل من المصعد أو الدرج إلى اخر دور ويهرب بسيارته .

## طريقة اللعب
تبدا اللعبة بنزول شاب من على سطح بنايه ويبدا في الدخول في مصعد العمارة وكل دور فيه 4 أو 6 شقق وتطارده الشرطة من جميع الجوانب وعلى اللاعب ان يتفادى الطلقات الموجهه نحوه ويقتل الشرطي ويجمع النقود من الشقق الملونه باللون الأحمر وهكذا إلى ان ينزل إلى اخر دور ويهرب بسيارته وكل ما تقدم اللاعب في المستويات زاد عدد أدوار البناية وزادت سرعة رجال الشرطة في اطلاق الرصاص وبإمكان اللاعب ان يطلق النار على مصابيح الدور الذي هو فيه فينقطع التيار الكهربائي ويظلم المكان لعدة ثواني مما يعطي الشاب فرصة في الهروب أو اطلاق النار بسهولة ويجب على اللاعب الحذر من الطلقات السلفية التي يطلقها رجال الشرطة وايضا عدم النزول والمصعد بعيد عنه لكيلا يسقط واخيرا يجب عليه ان لا يقف فوق المصعد والمصعد ذاهب للسقف لكيلا يتحطم ويخسر .

## روابط خارجية
- إليفاتور أكشن في موقع World of Spectrum
- Elevator Action على موقع القائمة القاتلة لألعاب الفيديو
- Elevator Action على موبي غيمز
- Elevator Action NES review[وصلة مكسورة] at X-Entertainment
- High Score Rankings for Elevator Action from المجرات التوأم  [لغات أخرى]‏